# 가에탕 라보르드
가에탕 라보르드(프랑스어: Gaëtan Laborde, 1994년 5월 3일 ~ )는 프랑스의 축구 선수이다. 그의 포지션은 공격수로, 현재 사우디아라비아 2부 리그의 알디리야에서 활약하고 있다.

## 클럽 경력
라보르드는 2008년 보르도로 이적하기 전에 스타드 몽투아에서 선수 생활을 시작했다. 그는 보르도 소속으로 2013년 스당과의 1-0으로 이긴 쿠프 감바르델라 결승전에서 결승골을 넣어 우승에 기여했다.
2018년 8월 16일, 라보르드는 리그 1의 라이벌 몽펠리에 HSC와 4년 계약을 맺고 이적하였다. 이적료는 €3M과 추가 보너스가 붙은 것으로 추정되었다. 하루 후, 보르도의 구스타보 포예트 감독은 라보르드의 판매를 비난하는 발언을 한 후, 구단에 의해 직무 정지 처분을 받았다.
몽펠리에 HSC에서 3시즌을 보내며 118경기에 출전해 39골을 기록한 라보르드는 2021년 8월 31일, 리그 1의 스타드 렌 FC으로 이적했다. 그는 모든 대회에서 47경기에 출전해 19골을 넣으며 렌에서 보낸 유일한 시즌에 다소 성공적인 시즌을 보냈다.
2022년 9월 1일, 니스는 렌에 €15M의 이적료를 지불하고 라보르드를 영입했다. 계약 기간은 2026년 6월 30일까지다. 그는 2022년 10월 2일, 2-1로 패한 파리 생제르맹과의 경기에서 니스 데뷔골을 기록했다.

## 수상 내역
보르도
- 쿠프 감바르델라: 2013[2]

개인
- UNFP 리그 1 이달의 선수: 2021년 11월[5]